# Fort Vijf Sinnen

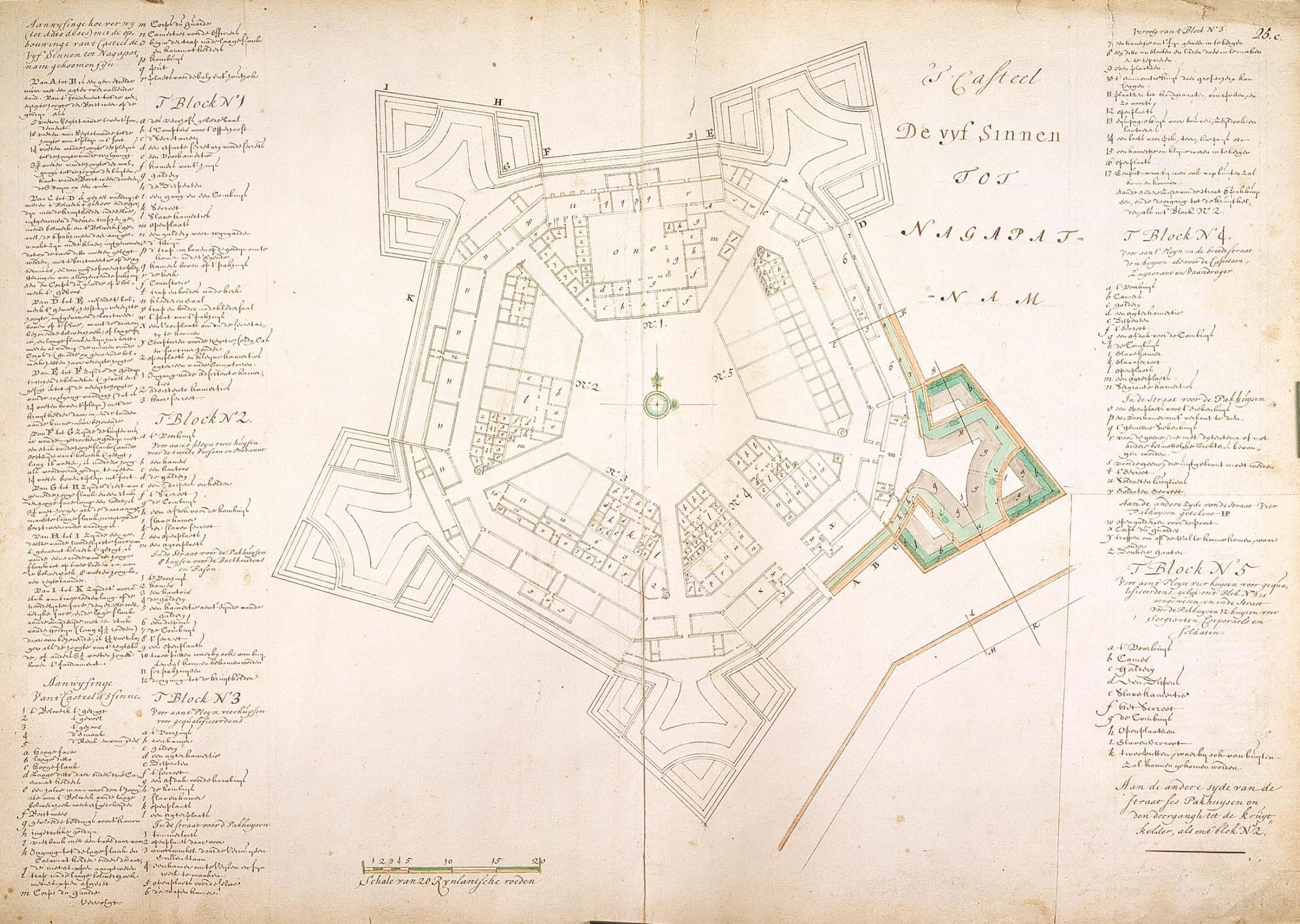
Fort Vijf Sinnen.

Fort Vijf Sinnen werd rond 1690 gebouwd door de VOC in Nagapattinam aan de Coromandelkust (het huidige Tamil Nadu) in India. Het was een stervormig fort met vijf bastions genoemd naar de vijf zintuigen: Gehoor, Gezicht, Smaak, Reuk en Gevoel. Het gold bijna een eeuw lang als een van de sterkste forten van de VOC. In de Vierde Engels-Nederlandse Oorlog (1780-1784) ging het verloren aan de Britten.

## Bouw van het fort
Nagapattinam werd in 1658 op de Portugezen veroverd door Jan van der Laan, die deel uitmaakte van de vloot van Rijcklof van Goens die ook noordelijk Ceylon veroverde. De stad werd destijds beschermd door muren en bastions, en een rivier die er half omheen slingerde, daarna een eindje parallel aan de kust achter het strand doorliep en dan uitmondde in zee. Die fortificaties werden na de verovering aanzienlijk verkleind. In 1661 beschreef Wouter Schouten Nagapattinam als een plaats met 'veel lustige kerken, wijde straten en groote gebouwen', met 'ruyme zalen, naar de wijse van Portugael'. Aan de noordzijde was een fraaie voorstad 'alwaer veel Heydensche Tempels, Pagoden en Afgodtskluysen, het meerendeel doncker en vuyl', 'en daer binnen de Heydensche Afgoden, Beelden en Monsterkoppen: meest altemael monstreus en heel verschrickelijck, doch maer van klay gemaeckt'. In 1681 werden de muren en de voorstad zwaar beschadigd door een tsunami, zodat besloten werd het fort te herbouwen. In 1687 bezocht Hendrik van Reede tot Drakestein als commissaris de Coromandelkust. Hij vond om geopolitieke en militair-strategische redenen dat het hoofdkwartier van de VOC van Paliacatte, waar men al sinds 1615 het inmiddels verouderde fort Geldria had, verplaatst moest worden naar Nagapattinam. Het achterland van Paliacatte werd na de verovering van het sultanaat Golconda door de Mogolkeizer Aurangzeb steeds onrustiger door oorlogen in de Dekan. Aurangzebs strijd ging verder tegen de Maratha's, met hongersnoden, epidemieën en grote verstoring van de economie tot gevolg. Rond Nagapattinam was het rustig, en bezat de Compagnie eigen grondgebied, veroverd op de Portugezen, zodat men minder afhankelijk was van de grillen van lokale bestuurders. Ook was Nagapattinam beter bereikbaar vanaf zee. Hier moest een indrukwekkend fort komen als zwaartepunt van de aanwezigheid van de VOC in de regio: de Coromandelkust, de Malabarkust en Ceylon. Van Reede had daarbij de vestingwerken van Naarden voor ogen.

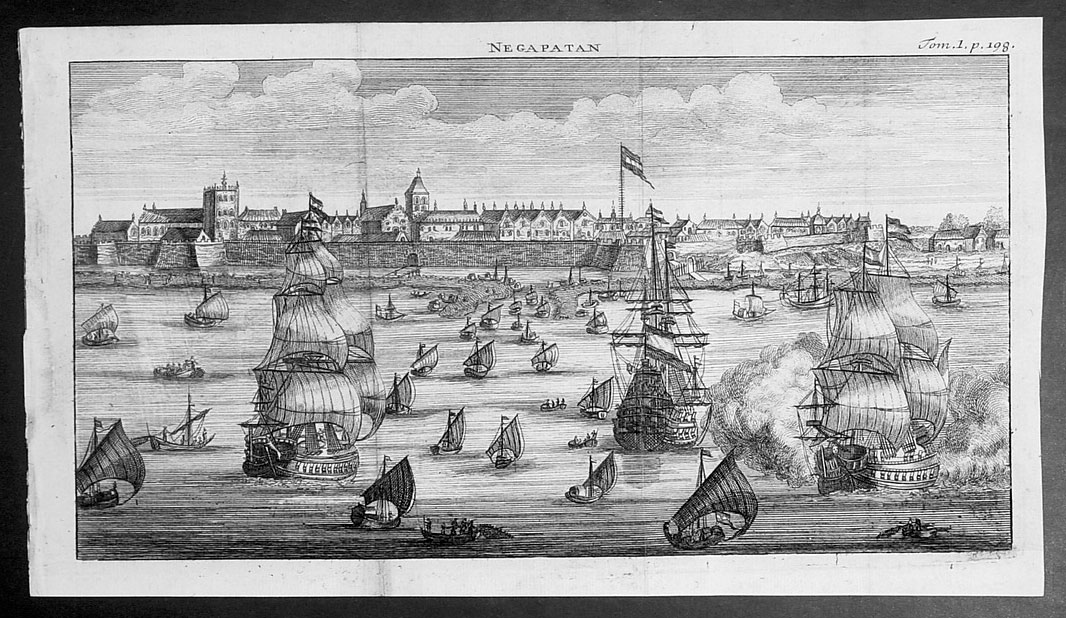
Schepen op de rede van Nagapattinam in 1702.

In datzelfde jaar begon men met de bouw, onder leiding van de ingenieurs Pieter van Ommen en Hendrick van Boecken, die vooral gebruik maakten van de brokstukken van de door de tsunami beschadigde oude muren en huizen. De locatie was vlak achter de monding van de rivier, bij het oude Portugese bastion dat nu Amsterdam heette. Binnen de muren kwam een riante woning voor de gouverneur en verblijven voor het meeste personeel. Buiten het fort was de binnenstad, beschermd door glacis en enkele bolwerken. Hier was een tweede woning voor de gouverneur, en woningen voor de fiscaal en andere medewerkers. Daar weer buiten was de buitenstad, beschermd door aarden wallen. In 1690 nam de gouverneur van Coromandel, Laurens Pit de Jonge, zijn intrek in het fort. Het garnizoen bestond uit enkele honderden militairen. Het werd toen als een van de sterkste vestingen van de VOC in Azië beschouwd.
De bouw van fort Vijf Sinnen had de Compagnie veel geld gekost. Het budget werd meerdere malen overschreden, tot ongeveer anderhalf miljoen gulden, waar Van Reede vaak om bekritiseerd is. Bovendien blijkt het fort geen foutloos ontwerp te hebben. Op de korte termijn was de verplaatsing naar Nagapattinam misschien verstandig, ook gezien de oorlogsdreiging in Europa, maar op de lange termijn, zoals ook Pieter van Dam constateerde, was het waarschijnlijk nadelig voor de Compagnie. De meest lucratieve handel vond plaats op het noordelijke deel van de kust, en hier kreeg de Engelse Oost-Indische Compagnie nu vrij spel. De discussie over deze kwestie begon vlak na Van Reede's dood in december 1691 en werd door historici voortgezet tot de dag van vandaag. Gezien het noodzakelijkerwijs speculatieve karakter van die discussie zal hij nooit beslecht worden.
Inmiddels was de Negenjarige Oorlog uitgebroken. Aangezien stadhouder Willem III koning van Engeland was geworden waren de Nederlanders en de Engelsen bondgenoten tegen de Fransen. Het fort hoefde echter geen dienst te doen. In tegendeel, een vloot van zeventien schepen onder Laurens Pit veroverde in augustus 1693 Pondicherry, de enige handelspost van de Fransen. Bij de vrede werd het door de Republiek echter weer weg onderhandeld, tot ergernis van de Compagnie. Ook de eeuw daarna bleef het fort ongeschonden, aangezien de VOC neutraal wist te blijven tijdens de oorlogen in het binnenland tussen de Britten, de Fransen en Indiase vorsten in de Carnatische Oorlogen en daarna de oorlogen tussen Mysore en de Britten.

## Handel aan de Coromandelkust

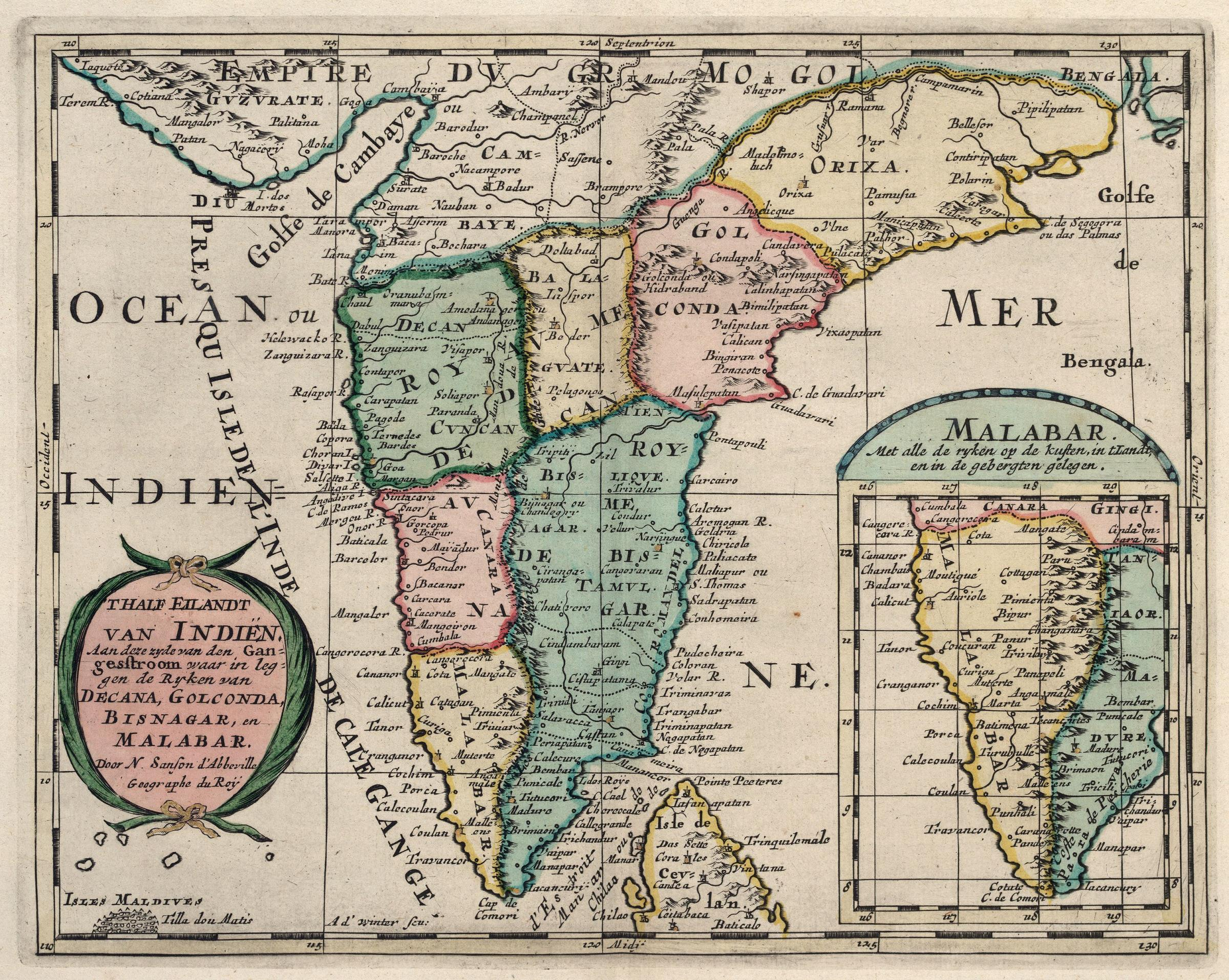
India ten tijde van de bouw van fort Vijf Sinnen.

De Compagnie kocht aan de Coromandelkust geverfde katoenen stoffen via lokale coöperaties. Hier was veel vraag naar in de Oostelijke archipel en later ook in Europa. Met kleine vaartuigen werden de producten naar Masulipatnam en Nagapattinam verscheept, waar grote pakhuizen stonden. Van hier werden ze door Oost-Indiëvaarders naar Batavia vervoerd. Aangezien er aan de Coromandelkust geen natuurlijke havens waren bleven de grote schepen enkele kilometers uit de kust liggen en moesten de producten met sloepen door de branding naar de schepen worden gebracht. In het najaar werd met het invallen van de moesson de zee te gevaarlijk en moesten alle grote schepen vertrekken. De kleinere werden over de zandbanken heen de rivieren in getrokken.
Om de katoen te kunnen kopen werden in Nagapattinam in Ceylon gevangen olifanten verkocht aan Indiase vorsten. Ook had de Compagnie er het recht gekregen munten te slaan in een munthuis. Baren goud uit de Republiek met het gehalte van de Indiase pagode werden tot deze munt omgesmolten. Tot halverwege de 18e eeuw was de VOC-handel aan de Coromandelkust groter dan die van de Britten en de Fransen. Door het vertrek van de VOC uit Paliacatte naar Nagapattinam kregen de Britten ten noorden daarvan de overhand. Door de Carnatische oorlogen werd het achterland van de Coromandelkust dusdanig verstoord dat de handel er onder leed en van toen af begon in te krimpen. Dit werd nog versterkt door hongersnoden en epidemieën.

## Verlies van het fort
Zo'n honderd jaar na de bouw van het fort verklaarde Groot-Brittannië voor de vierde keer de oorlog aan de Republiek, omdat de stad Amsterdam tijdens de Amerikaanse Onafhankelijkheidsoorlog een handelsovereenkomst had gesloten met de Amerikanen. De Britten hoopten met de oorlog een aanzienlijke koloniale oorlogsbuit op hun vroegere bondgenoot te kunnen veroveren, ter compensatie van hun verliezen in Amerika. In haar nadagen was de VOC geen schim meer van wat ze ooit was. Bovendien moest ze het doen zonder hulp uit de evenzeer tot ondergang gedoemde Republiek. Begin juli 1781 kwam een vloot van de Royal Navy onder Edward Hughes voor Nagapattinam en stelde een blokkade in.
Ondertussen kwamen vanuit fort St. George in Madras troepen van de Britse Oost-Indische Compagnie (de EIC) onder Hector Munro aangemarcheerd. Begin november begonnen de vloot en de troepen van Munro fort Vijf Sinnen te bombarderen. Op 10 november bleek het fort geen buskruit meer te hebben, en een dag later gaf de gouverneur, Reinier van Vlissingen, het fort op. Bijstand van Haider Ali van Mysore, vijand van de Britten, had niet mogen baten. Veel kostbare retouren en wapens werden door de Britten buitgemaakt. De schade liep in de miljoenen. Ook de andere handelsposten langs de kust werden daarna veroverd. Vestingwerken en pakhuizen werden gesloopt.
Naar aanleiding van de snelle overgave van fort Vijf Sinnen ontstonden geruchten over nalatigheid en zelfs verraad. Het rapport van een onderzoekscommissie onder leiding van de gouverneur van Ceylon, Iman Willem Falck, was kritisch over de rol van Van Vlissingen, en concludeerde dat het tekort aan buskruit moest zijn ontstaan doordat er mee geknoeid was.
Bij het vredesverdrag van 1784 raakte de VOC Nagapattinam definitief kwijt. De EIC wilde het niet teruggeven. Door het te behouden kon de concurrentie van de VOC in de handel tussen de Coromandelkust, Maleisië en China gebroken worden en de regionale handel kon naar Madras worden verplaatst. De overige, zorgvuldig leeggeplunderde handelsposten langs de Coromandelkust werden door de Britten wel teruggegeven. Paliacatte werd toen weer het hoofdkantoor. De handel was echter ingestort. Ook het verlies van de munt van Nagapattinam was een zware slag. Gouverneur Falck en de raad van Colombo hadden Nagapattinam gezien als de 'voormuur van Ceylon', die hiermee was weggevallen. De marineofficier Jacob Pieter van Braam, die in 1784 met een eskader van de Republiek de regio bezocht, schreef in 1790 dat de VOC in India langzamerhand '...geheel afhangelijk van de magt en het goedvinden der Engelschen' werd en sprak van 'onherstelbaare gebeurtenisse'.
Tegenwoordig is er vrijwel niets meer over van fort Vijf Sinnen. Aan de Nederlandse aanwezigheid herinneren alleen de St. Peters Church uit 1774 en twee begraafplaatsen met grafstenen en tombes, waaronder een groot koepelgraf van Anthonia Nilo-Van Steelant uit 1709. Aan de zeekant is nog het Amsterdam bastion uit de Portugese tijd, waarop in de Nederlandse tijd de vlaggenmast stond.

## Afbeeldingen

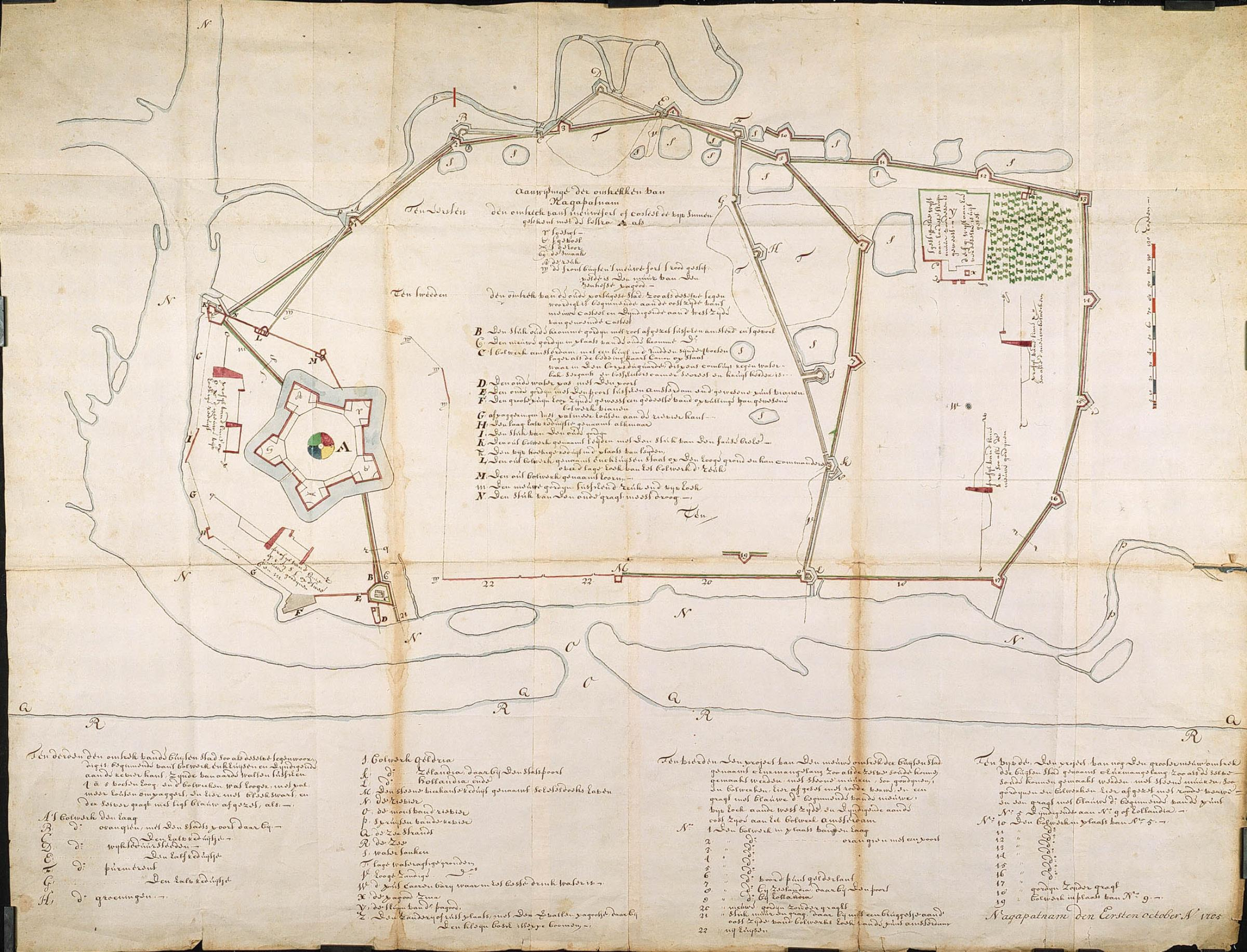
Situatie van fort Vijf Sinnen ten opzichte van de stad in 1705.
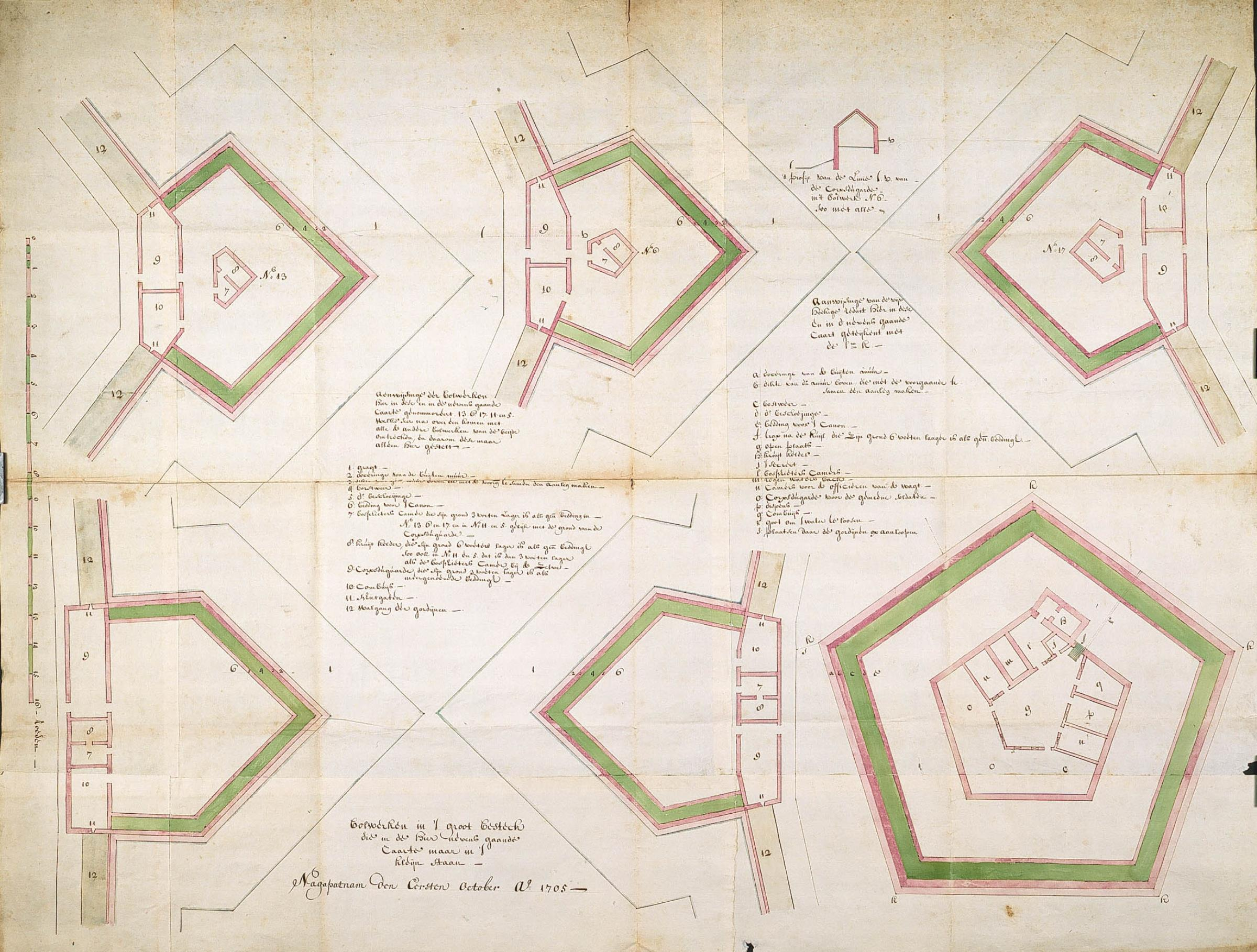
De bastions van fort Vijf Sinnen.
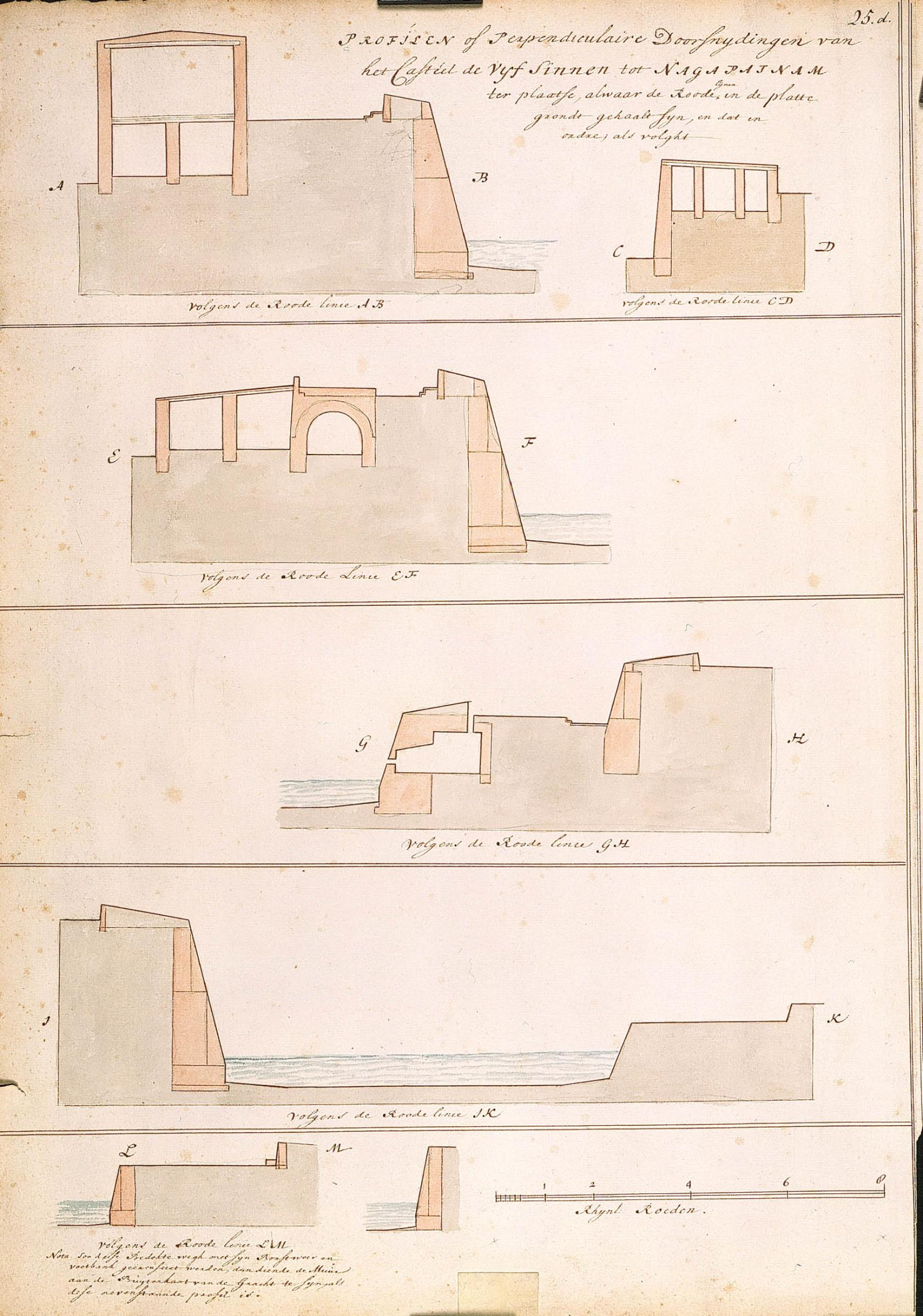
Profielen van het fort.
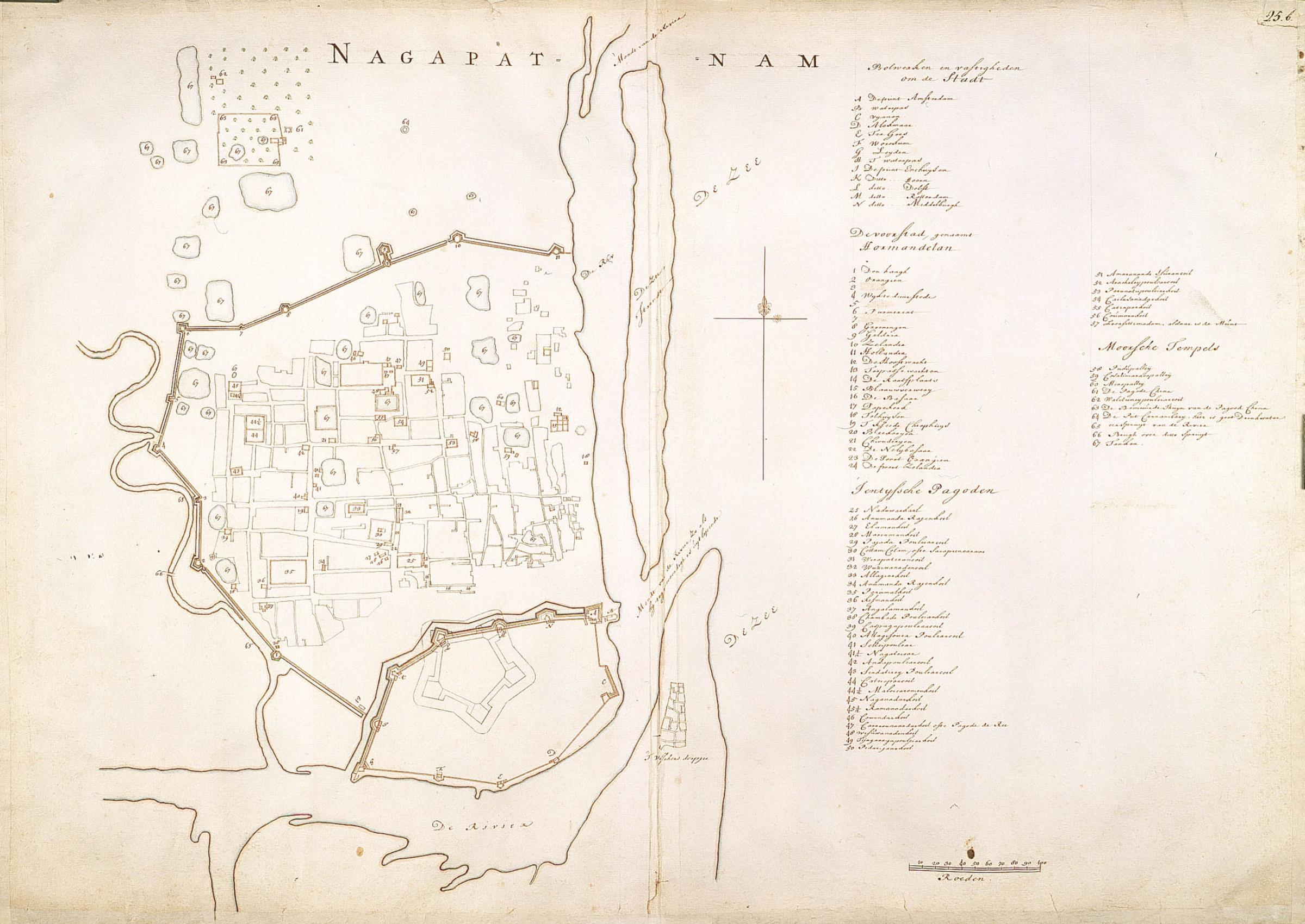
Plattegrond van Nagapattinam.
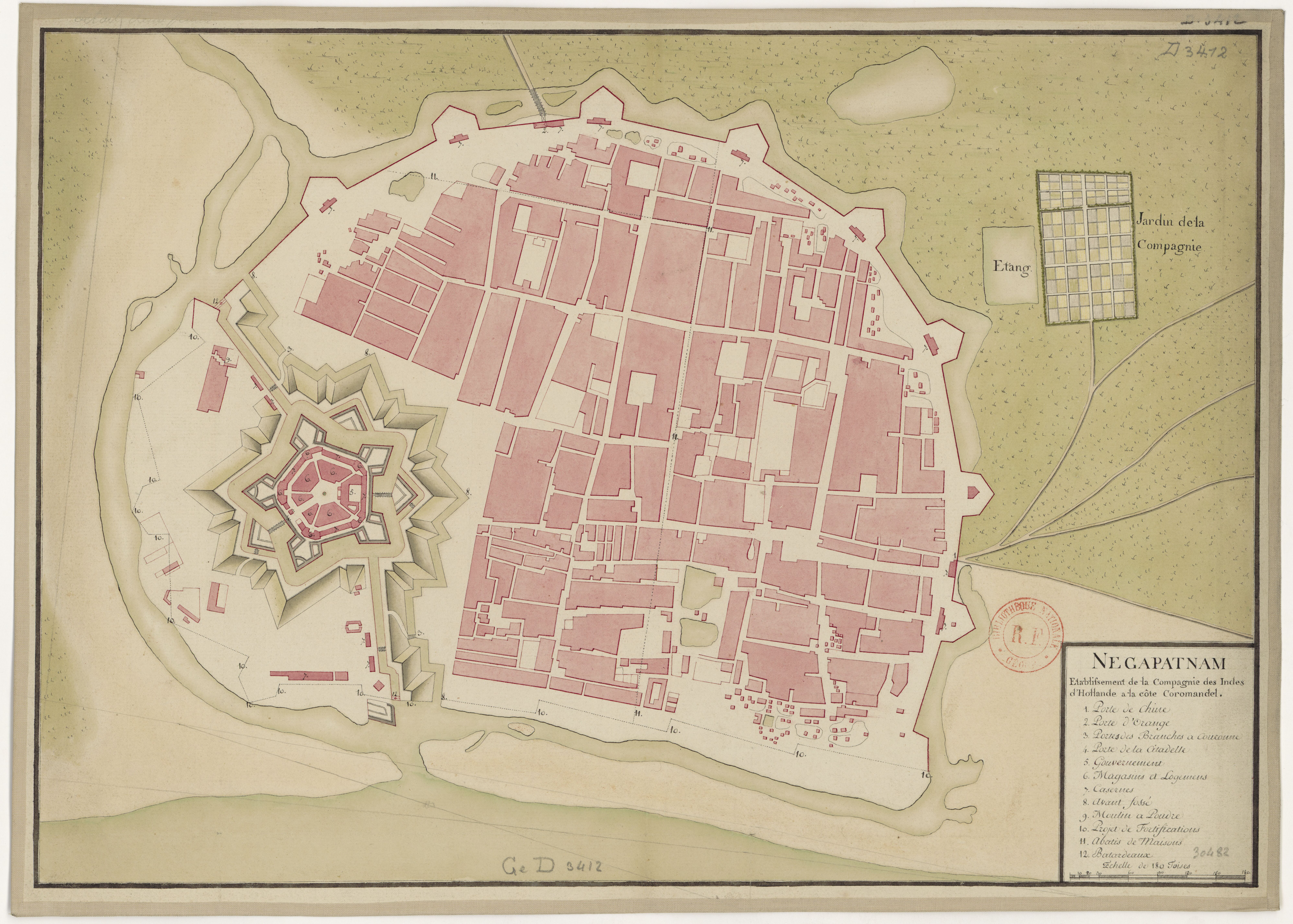
Nagapattinam en fort Vijf Sinnen in 1770.
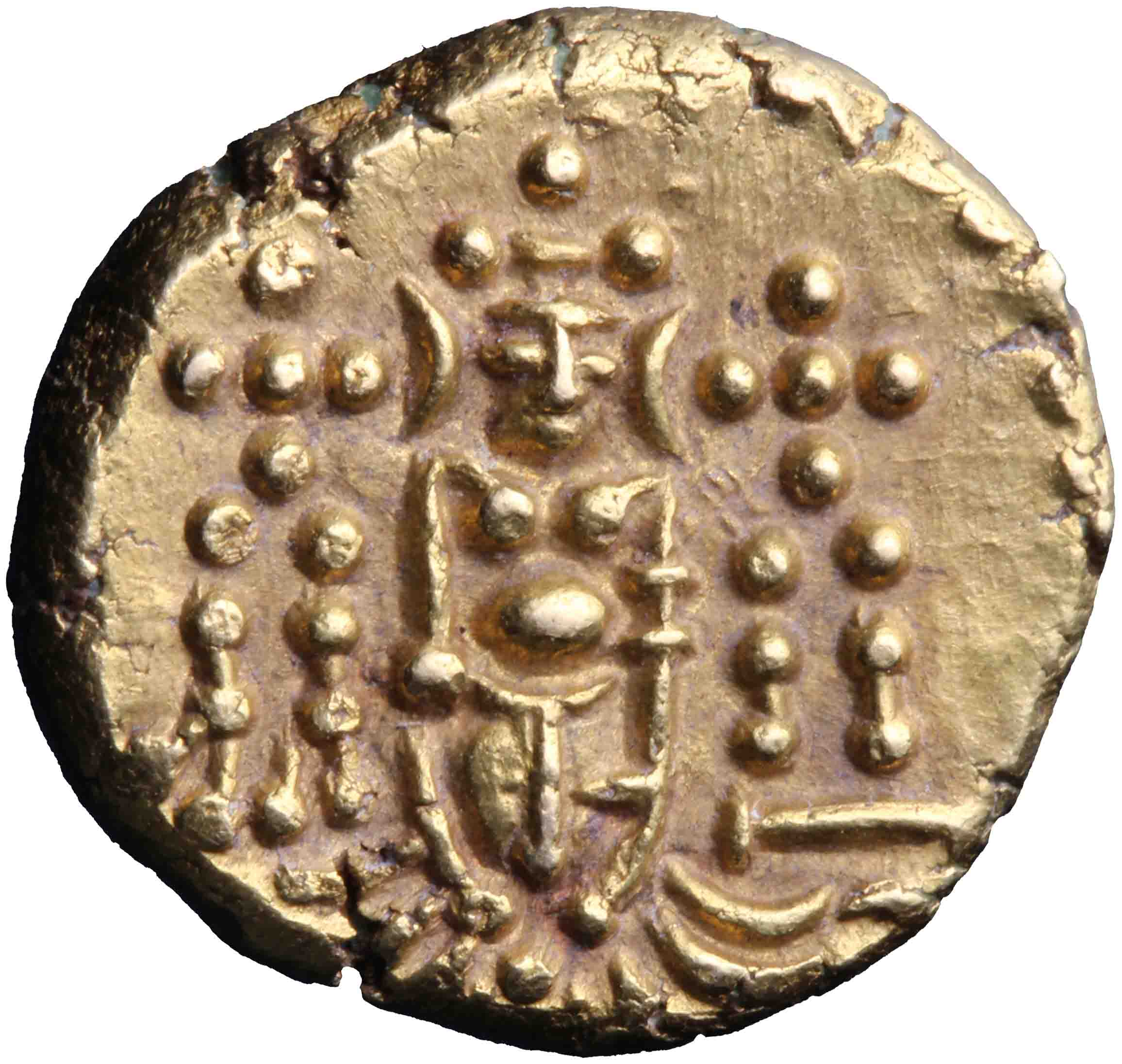
Gouden pagode gemunt in Nagapattinam.
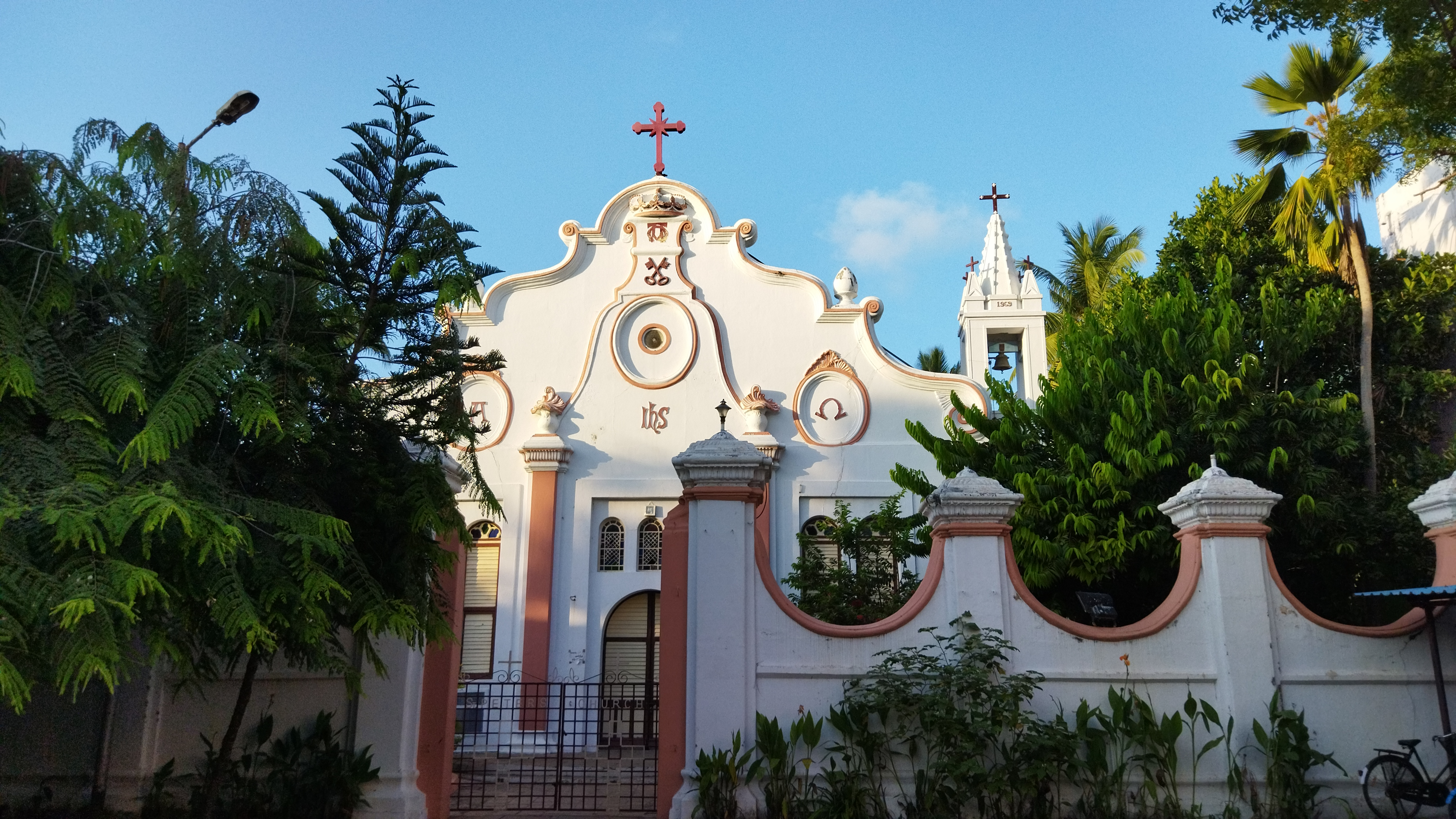
St. Peter's Church in Nagapattinam.